# 奥斯卡·白吉尔二世

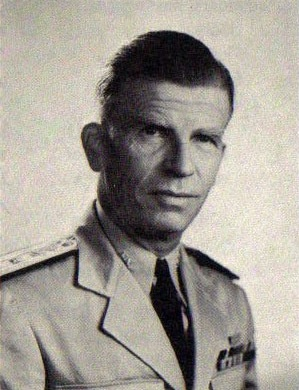
奥斯卡·白吉尔二世

奥斯卡·查爾斯·白吉爾二世（英語：Oscar Charles Badger II，1890年6月26日—1958年11月30日），生於美國华盛顿哥伦比亚特区，美國海軍上将，参加过两次世界大战，并获頒荣誉勋章。

## 生平
奥斯卡·白吉尔二世的爸爸和爺爺都是海軍軍官。  1911年，奥斯卡·白吉尔二世从海军学院毕业。
1914年，奥斯卡·白吉尔二世參與韦拉克鲁斯战役。
第一次世界大战期间，奥斯卡·白吉尔二世是欧洲海域一艘驱逐舰上的軍官。他也因為指揮的經歷獲頒海軍十字勳章。
1939年，奥斯卡·白吉尔二世进入海军战争学院学习。 
1942年，奥斯卡·白吉尔二世出任美國大西洋舰队驱逐舰指挥官，随后担任海军作战部后勤计划助理部长。 
奥斯卡·白吉尔二世是第二次世界大战结束时第一位踏上日本海岸的美國海军军官。
1948年1月，奥斯卡·白吉尔升任海军中将，出任远东海军司令。期間，中國人民解放軍逐漸控制了中國大陸，駐華美军則撤退到中国沿海的港口城市。後來奥斯卡·白吉尔二世又出任西太平洋海军司令。
1951年6月19日，在国会关于失去中国的听证会上，奥斯卡·白吉尔二世表示，由於美国对國民政府實施武器禁运，导致中華民國國軍戰敗，中華民國政府遷臺。
1952年6月，奥斯卡·白吉尔二世从美国海军退役。 
1958年11月30日，奥斯卡·白吉尔二世在自家院子里干活时因突发心脏病而去世。 之後他被安葬在阿灵顿国家公墓。 